# Samuel O. Thier
Samuel Osiah Thier (* 1937 in Brooklyn, New York City) ist ein US-amerikanischer Mediziner und Manager akademischer und medizinischer Einrichtungen. Er gilt als Experte für Nierenerkrankungen und biomedizinische Forschung, aber auch für Gesundheitspolitik und Medizinerausbildung.

## Leben
Thier studierte zunächst an der Cornell University und erwarb 1960 an der State University of New York in Syracuse einen M.D. als Abschluss des Medizinstudiums. Stationen seiner ärztlichen Tätigkeit waren unter anderem das Massachusetts General Hospital und das Universitätskrankenhaus der University of Pennsylvania, wo er eine Professur innehatte und von 1971 bis 1975 stellvertretender Leiter der Inneren Medizin war.
1975 übernahm Thier als Sterling Professor die Leitung der Inneren Medizin an der Yale University School of Medicine, bevor er 1985 Präsident des Institute of Medicine wurde (heute National Academy of Medicine). Von 1991 bis 1994 war er Präsident der Brandeis University, von 1994 bis 1997 Präsident des Massachusetts General Hospital. Von 1997 bis 2002 war Thier Gründungs-CEO des Partners HealthCare System, einer großen Health Maintenance Organization im Gesundheitssystem der Vereinigten Staaten. Ab 2002 hatte Thier an der Harvard Medical School eine Professur für Innere Medizin und für Gesundheitspolitik inne, 2007 wurde er emeritiert. Ehrenamtliche Funktionen, die er bekleidete, waren unter anderen Direktor der Foundation of the National Institutes of Health, Direktor der Federal Reserve Bank of Boston, Direktor des Commonwealth Fund, Präsident der American Federation of Clinical Research, Präsident der US-amerikanischen Fachärztevereinigung für Innere Medizin (American Board of Internal Medicine) und Mitglied des Aufsichtsrates der TIAA-CREF, der Brandeis University Heller School for Social Policy and Management und des Cornell University Weill Medical College.
Thier wurde 1988 in die American Academy of Arts and Sciences gewählt, 2004 in die American Philosophical Society. 2008 erhielt er die George M. Kober Medal der Association of American Physicians. Samuel Thier hält 16 Ehrendoktorate.